# 牡丹卡
牡丹卡是由中国工商银行（简称：工商银行、工行）发行的银行卡的统称。截至2017年6月底，牡丹信用卡已经在亚洲、欧洲、大洋洲、北美洲和南美洲的22个国家和地区成功发行，累计发行接近1.3亿张，居世界首位。

## 卡片介绍

### 分类
牡丹卡分为信用卡和借记卡两大类。信用卡依照是否享有免息还款期为标准分为准贷记卡和贷记卡；借记卡按照功能和使用范围分为牡丹灵通卡、牡丹国际借记卡、牡丹专用卡、牡丹智能卡和牡丹纪念卡。
按照品牌分为牡丹银联卡、牡丹威士卡、牡丹万事达卡、牡丹运通卡、牡丹JCB卡和其他品牌卡共六种。
按照信用等级则分为白金卡、金卡和普通卡。
按照发行对象分为公务卡和个人卡，其中个人卡分为主卡和副卡以及依附于主卡（副卡）的附属卡。按还款责任还可分为公司责任商务卡、公司责任个人卡、个人责任个人卡。
按照账户币种分为人民币卡、双币卡和多币（种）卡。账户采用不同币种将在产生交易时直接按照相应币种结算。
中国工商银行也与一些企业合作，共同发行联名卡。

### 卡组织支持
牡丹卡目前支持全球六大信用卡组织：银联、维萨、万事达、大来国际、吉士美和美国运通。

## 历史沿革
- 1987年10月，工商银行广州分行发行了工行第一张地区性信用卡[2]，并为该卡取名“红棉卡”。红棉卡广州市花——红棉花和稻穗为标志，广州市海珠桥为底图，并分为金卡和银卡两种，金卡以金色为底色，银卡以灰色为底色。
- 1989年1月，工商银行决定全行统一发行信用卡。同年2月，确定“牡丹”为信用卡名称。
- 1989年10月15日，工商银行在北京、天津、上海和广州正式发行牡丹信用卡；15天后，第一笔持卡人签购单回到北京分行，宣告了牡丹卡的成功首发。随后，红棉卡也逐渐升级成牡丹卡。
- 1989年12月，工行加入万事达卡国际组织。
- 1990年6月，工行加入Visa国际组织。
- 1990年10月，工行发行了牡丹万事达卡和牡丹Visa卡，以人民币结算。
- 1993年，工行上海分行与上海华联商厦联合发行首张带有广告语的银行卡——华联联名卡。
- 1994年，工行试验性推出了首张IC卡——浦江智能卡。同年10月14日，“牡丹”正式成为牡丹卡注册商标，也是首个牡丹卡注册商标。
- 1995年4月14日，工行发行了中国首张联名卡——牡丹上航万事达联名卡。同年6月，与先施公司联合发行第一张商业联名卡——“牡丹先施公司联名卡”。12月，在泉州市正式发行了中国第一张牡丹智能卡。
- 1996年6月，工行联合Visa发行了首张国际个人卡——牡丹奥运威士卡[3]。
- 1997年，工行联合上海市妇女联合会发行了首张女士专用信用卡——牡丹女士威士卡。
- 1998年1月，工行上海分行与刘海粟艺术馆联合推出文化艺术认同专用卡——牡丹海粟卡。
- 1999年，全球首张少儿银行卡——牡丹雏鹰卡正式发放，并且该卡随后于2000年12月被中国革命博物馆收藏。
- 2000年，工行首次发行了牡丹贷记卡[4]。
- 2004年9月，牡丹白金卡正式发行[5]。12月，牡丹运通卡也开始发行[6]。
- 2007年11月，工行在北京发行了首张IC卡芯片符合PBOC2.0规范的银联标准信用卡——牡丹交通信用卡，原有的牡丹交通卡将升级为信牡丹交通信用卡。
- 2008年5月8日，工行与百盛集团、Visa联合发行中国首张非接触式支付联名信用卡──牡丹百盛信用卡[7]。
- 2012年5月16日，工行发行首张JCB信用卡[8]。同年10月24日，发行首张运通百夫长黑金卡[9]。
- 2013年8月20日，工银牡丹大来信用卡正式发行[10]。
- 2016年4月26日，工行在美国纽约发行了美国市场内首张银联品牌信用卡[11]。7月15日，工行宣布成为全球最大信用卡发卡银行[12]。

## 外部連結
- 牡丹卡首页 （页面存档备份，存于）（简体中文）